# 土氣站

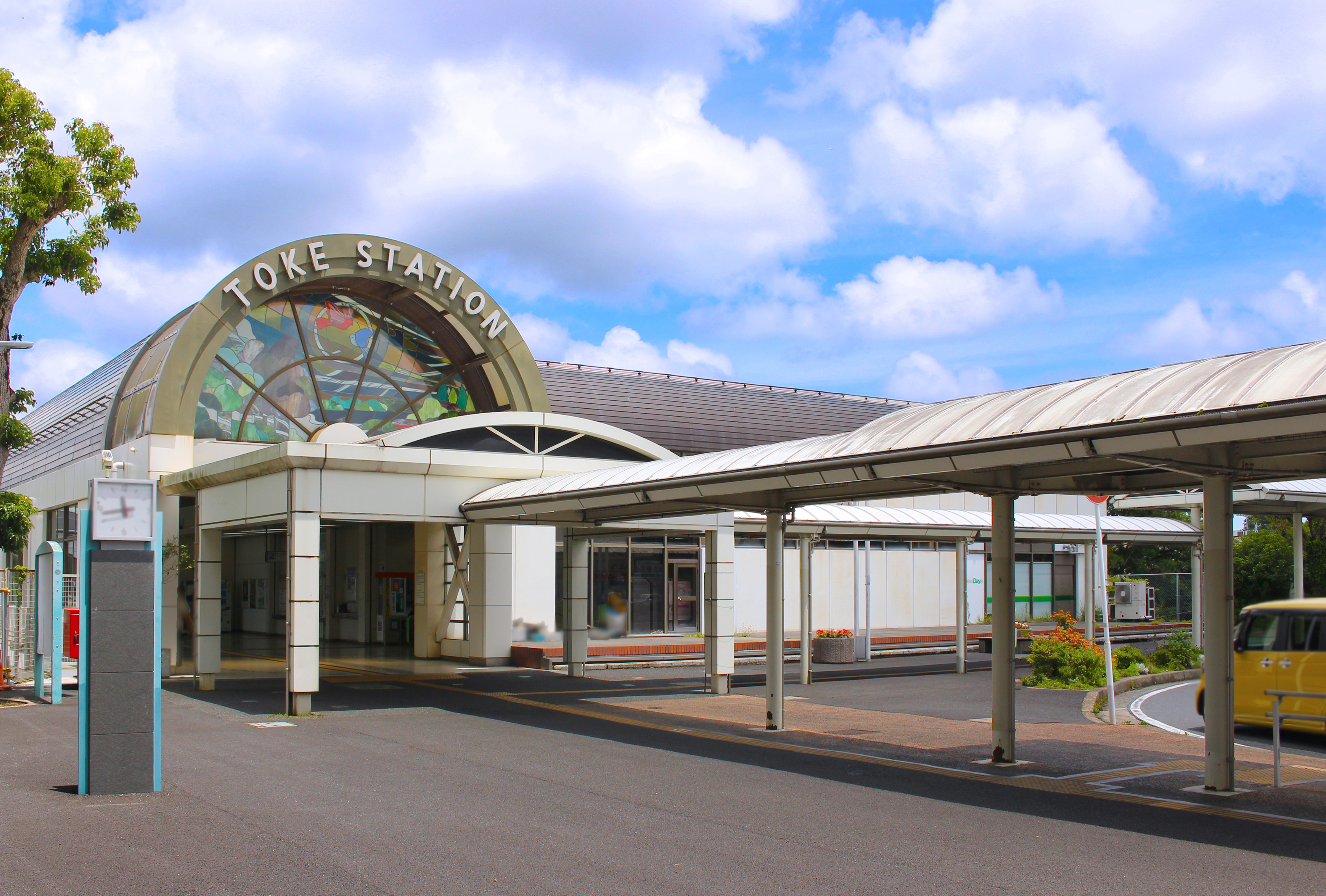
南出口（2024年6月）

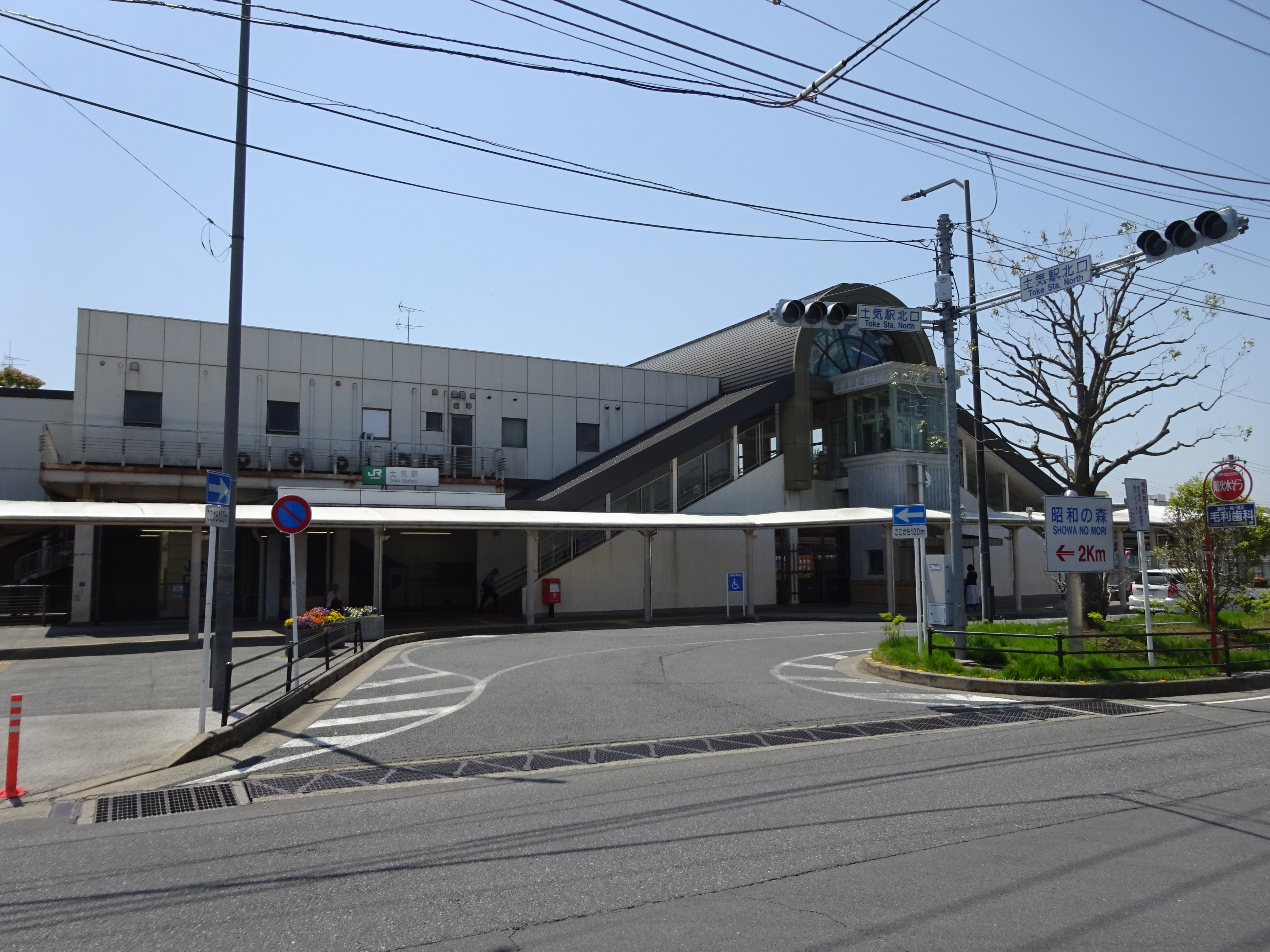
北出口（2018年4月）

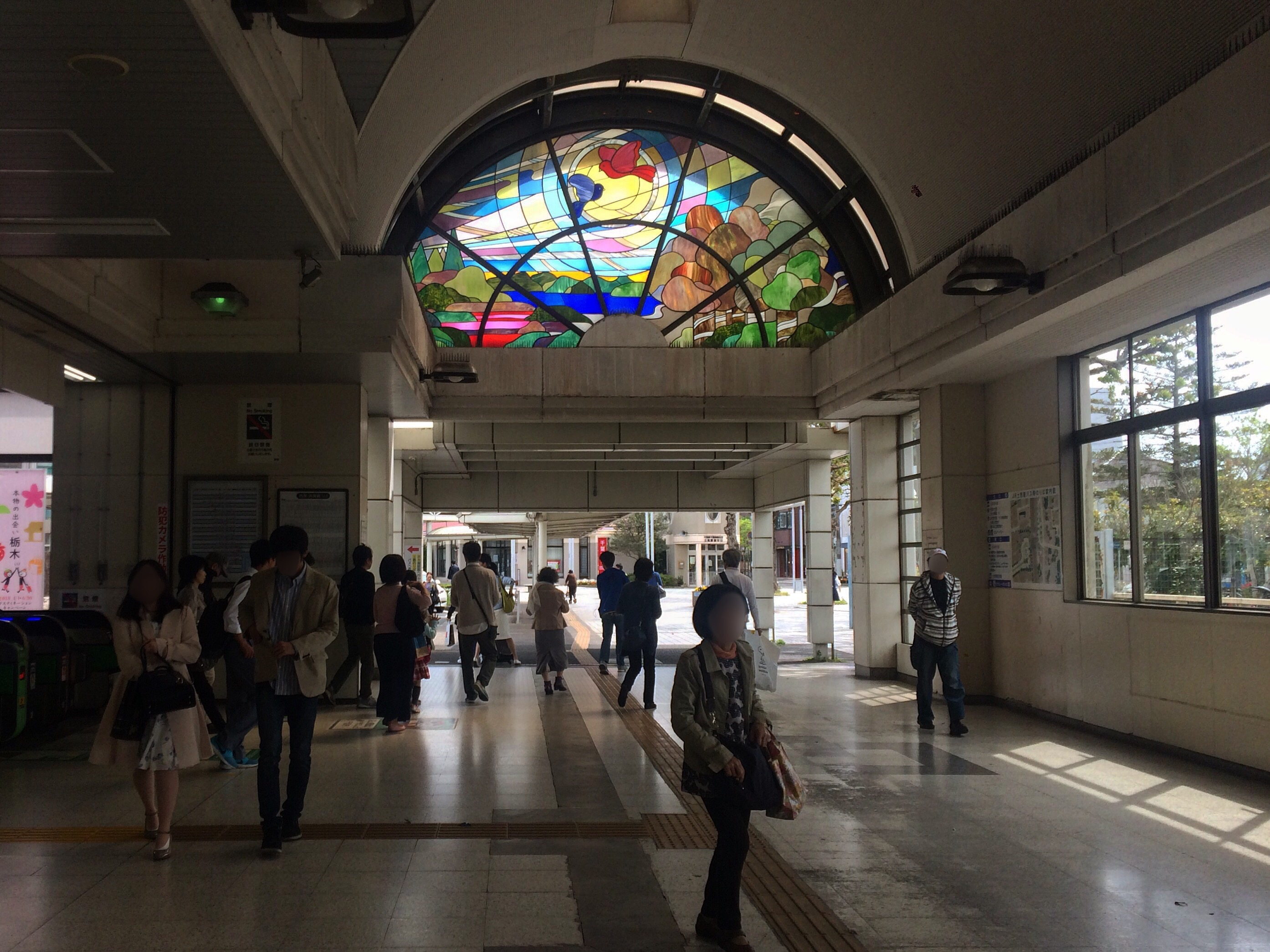
車站內部（2017年5月3日）

土氣站（日语：／ Toke eki */?）是位於千葉縣千葉市綠區土氣町1727番1號，東日本旅客鐵道（JR東日本）的外房線車站。此站是外房線內海拔最高車站。

## 歷史
- 1896年（明治29年）11月1日：房總鐵道野田（現時譽田）至大網之間開通，此站啟用[2]。為旅客和貨物車站。
- 1907年（明治40年）9月1日：房鐵鐵道被國有化（日语：鉄道国有法），成為帝國鐵道廳車站[1]。
- 1962年（昭和37年）10月1日：結束貨物起卸業務。
- 1979年（昭和54年）1月：國鐵商討開設南出口和設定為快速停車站。
- 1982年（昭和57年）7月：縣議會和市議會通過議案，建設跨站式站房和設定為快速停車站。
- 1984年（昭和59年）12月：建設跨站式站房工程和南北自由通道工程開始，舉行了動工儀式。
- 1986年（昭和61年）8月：新車站大樓竣工，開設南出口。
- 1987年（昭和62年）
  - 4月1日：伴隨國鐵分割民營化，車站由東日本旅客鐵道（JR東日本）營運[1]。
  - 9月：下行快速部分列車停站。
- 1999年（平成11年）12月4日：通勤快速停靠此站，使所有快速列車停靠此站。
- 2001年（平成13年）11月18日：此站開始使用IC卡「Suica」[3]。
- 2002年（平成14年）
  - 9月30日：「若潮」25號和「早安若潮」2號停靠此站。成為特急停車站。
  - 11月21日：引入發車音樂和詳細型自動廣播系統。
- 2010年（平成22年）2月18日：閘口和月台上設置LED式發車標。
- 2013年（平成25年）2月4日：當日起綠色窗口結業[4]。
- 2014年（平成26年）4月1日：成為業務委託車站[4]。

## 車站構造
此站是地面車站，設有1面2線的島式月台。此站設有跨站式站房。在非電氣化時代，此站另外設有1面1線的單式月台，在電氣化與成為雙線時候，變成2面2線的相對式月台。隨後隨著建設跨站式站房，月台配置變成為現時的1面2線島式月台。在跨站式站房中，南出口是連接地面出入口，北出口需要經過樓梯或升降機。另外，月台與車站大堂之間設有升降機。月台靠近大網一方設有樓梯和上行扶手電梯連接車站大堂。
此站成為由蘇我站管理的業務委託車站，委托了JR東日本車站服務負責車站業務。車站內設有自動閘機和指定席售票機。綠色窗口在2013年2月4日結業。在鎌取站成為業務委託車站前，該站管理此站。

### 月台
| 月台 | 路線    | 上下行 | 方向                 |
| ---- | ------- | ------ | -------------------- |
| 1    | ■外房線 | 下行   | 大網、東金、勝浦方向 |
| 2    | ■外房線 | 上行   | 千葉、東京方向       |

參考

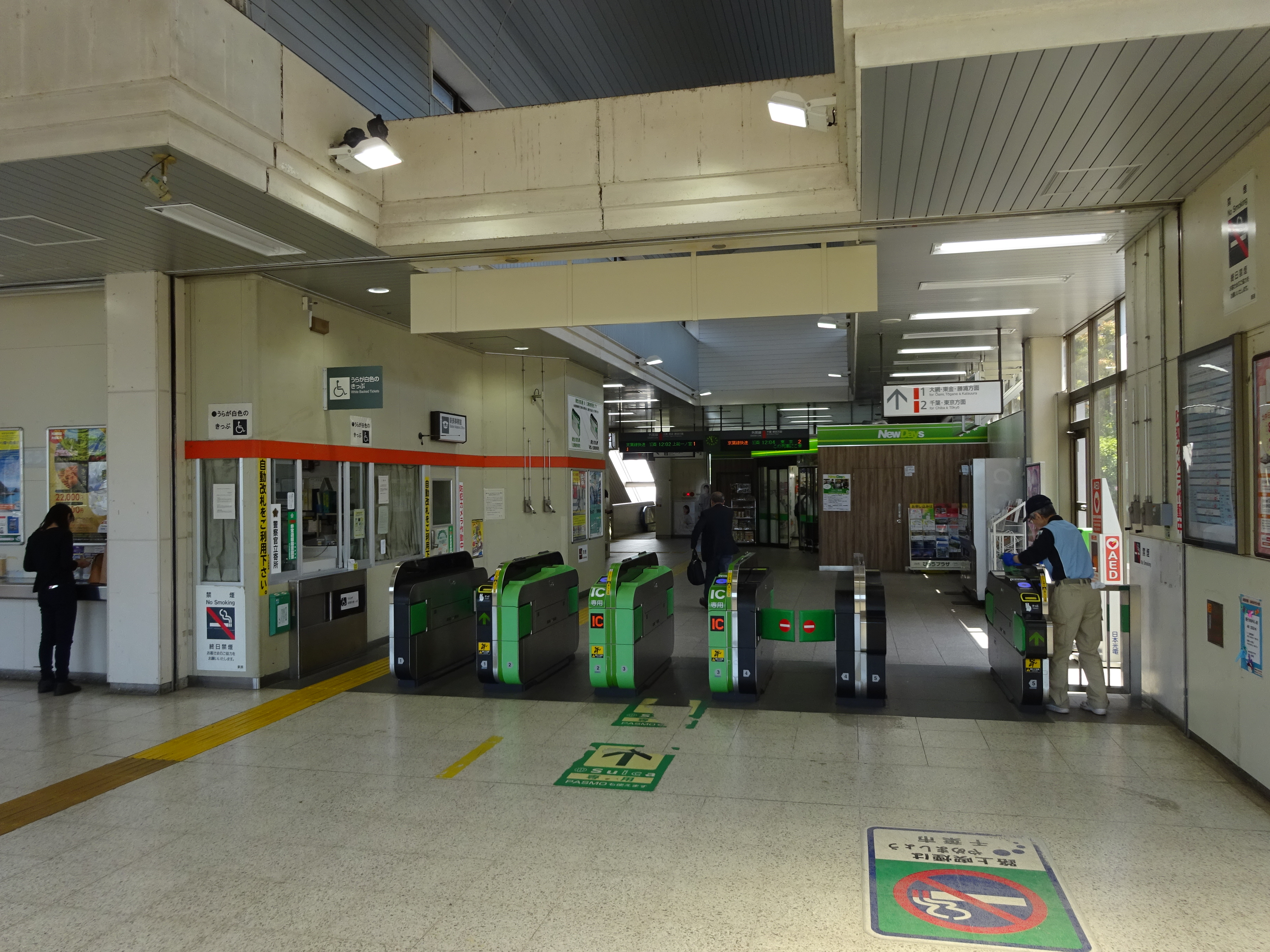
閘口（2018年4月21日）
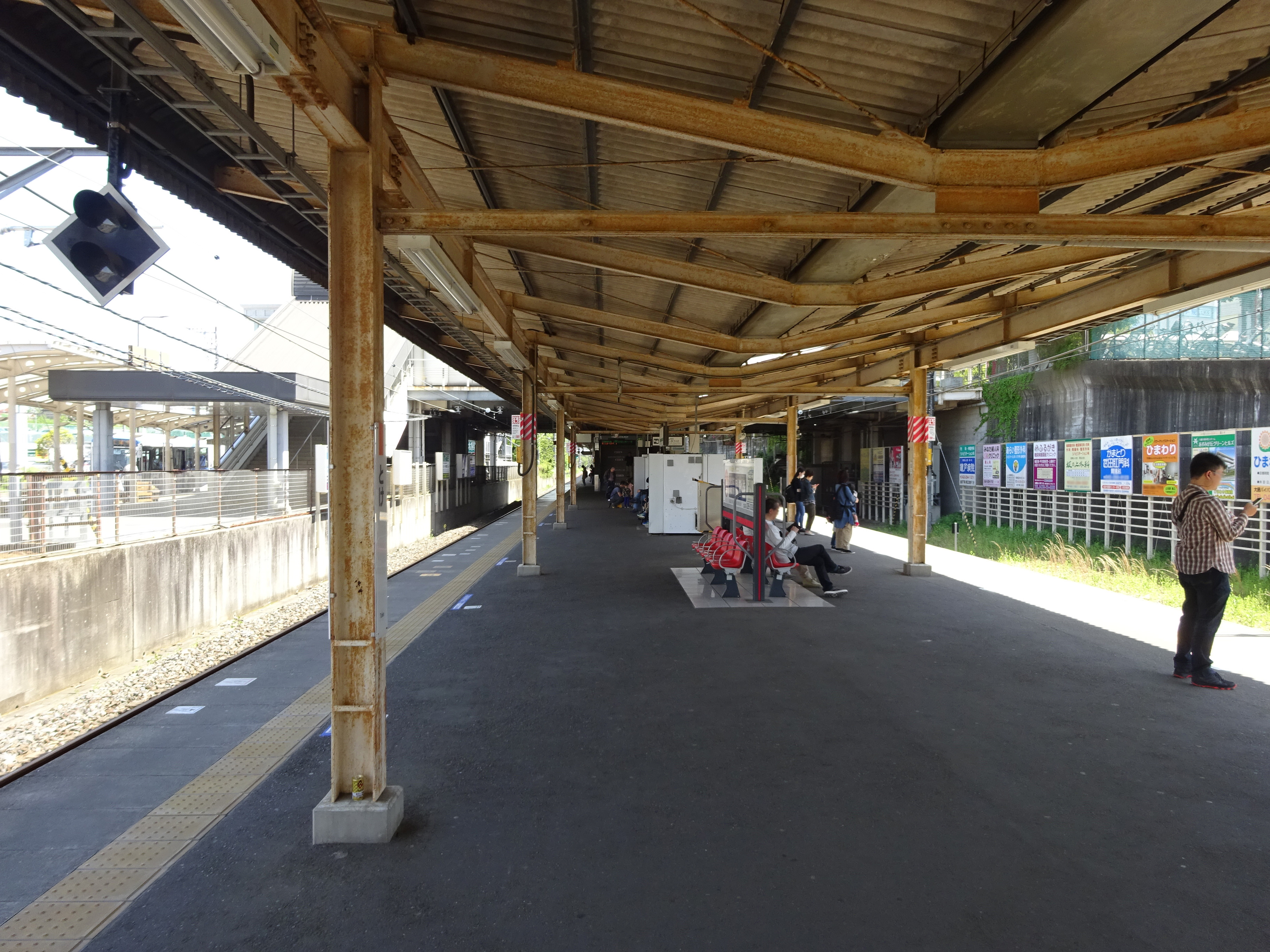
月台（2018年4月21日）

### 發車音樂
發車音樂是由帝蓄製作。
- 1號月台 「Spring Box」
- 2號月台 「薄野高原」

### 進站音樂
進站音樂使用了JR東日本少見的「瑪莉有隻小綿羊」。在2020年夏季進行了變更

## 使用狀況
在2019年（令和元年）度1日平均乘車人次為13,078人，以下為乘車人次變化列表。在外房線內，此站繼千葉站、蘇我站、鎌取站，為第四多人使用的車站。
| 乘車人次變化       | 乘車人次變化     | 乘車人次變化 |
| 年度               | 1日平均 乘車人次 | 參考資料     |
| ------------------ | ---------------- | ------------ |
| 1990年（平成02年） | 7,174            | [ * 1 ]      |
| 1991年（平成03年） | 7,995            | [ * 2 ]      |
| 1992年（平成04年） | 8,789            | [ * 3 ]      |
| 1993年（平成05年） | 9,746            | [ * 4 ]      |
| 1994年（平成06年） | 10,535           | [ * 5 ]      |
| 1995年（平成07年） | 11,119           | [ * 6 ]      |
| 1996年（平成08年） | 11,527           | [ * 7 ]      |
| 1997年（平成09年） | 11,685           | [ * 8 ]      |
| 1998年（平成10年） | 12,039           | [ * 9 ]      |
| 1999年（平成11年） | 12,367           | [ * 10 ]     |
| 2000年（平成12年） | 12,642           | [ * 11 ]     |
| 2001年（平成13年） | 12,760           | [ * 12 ]     |
| 2002年（平成14年） | 12,853           | [ * 13 ]     |
| 2003年（平成15年） | 12,951           | [ * 14 ]     |
| 2004年（平成16年） | 13,056           | [ * 15 ]     |
| 2005年（平成17年） | 13,326           | [ * 16 ]     |
| 2006年（平成18年） | 13,502           | [ * 17 ]     |
| 2007年（平成19年） | 13,788           | [ * 18 ]     |
| 2008年（平成20年） | 13,896           | [ * 19 ]     |
| 2009年（平成21年） | 13,861           | [ * 20 ]     |
| 2010年（平成22年） | 13,913           | [ * 21 ]     |
| 2011年（平成23年） | 13,847           | [ * 22 ]     |
| 2012年（平成24年） | 13,765           | [ * 23 ]     |
| 2013年（平成25年） | 13,856           | [ * 24 ]     |
| 2014年（平成26年） | 13,495           | [ * 25 ]     |
| 2015年（平成27年） | 13,658           | [ * 26 ]     |
| 2016年（平成28年） | 13,553           | [ * 27 ]     |
| 2017年（平成29年） | 13,390           | [ * 28 ]     |
| 2018年（平成30年） | 13,335           | [ * 29 ]     |
| 2019年（令和元年） | 13,078           |              |

## 車站周邊
車站南出口設有以一百山（日语：ワンハンドレッドヒルズ）而命名的淺海丘新城。在淺海丘周邊都是茂密的森林，鄰接千葉縣內最大的森林公園——千葉市昭和之森公園。

### 北出口
車站北出口連接千葉縣道20號千葉大網線（大網街道）。
- 千葉市立土氣小學（日语：千葉市立土気小学校）
- 千葉市立土氣中學
- 千葉市土氣市民中心
  - 千葉市綠圖書館（日语：千葉市図書館）土氣圖書室
- 土氣公民館

### 南出口

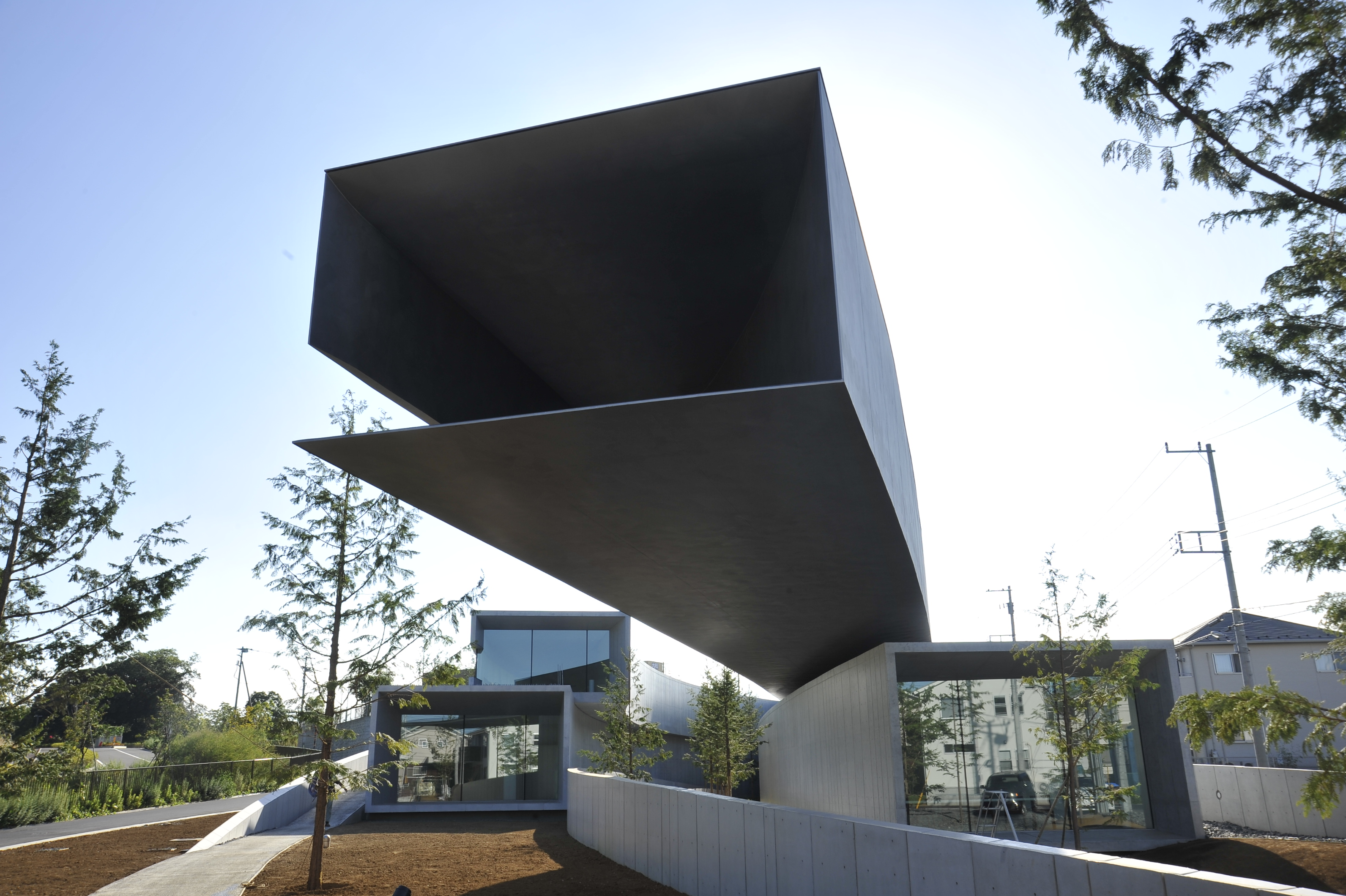
Hoki美術館

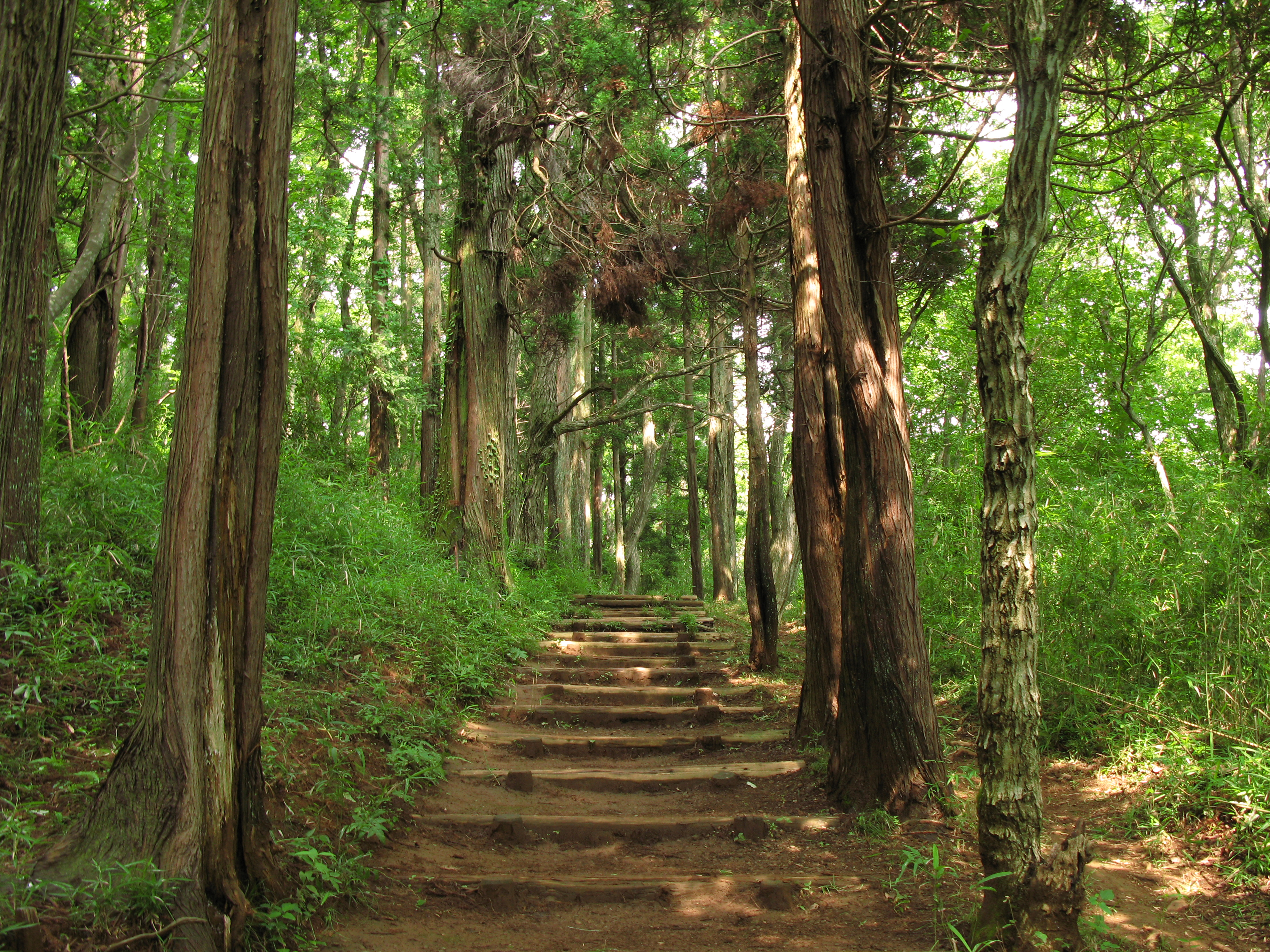
千葉市昭和之森公園

- 淺海丘
  - 淺海丘Birds商場
  - 土氣站前郵局
  - 土氣郵局
  - 千葉淺海丘郵局
  - 千葉市土氣淺海丘廣場（日语：千葉市土気あすみが丘プラザ）
    - 千葉市綠圖書館淺海丘分館

  - 淺海丘Brand New商場
  - 創造之杜公園
  - 千葉縣立土氣高等學校（日语：千葉県立土気高等学校）
  - 千葉市立土氣南小學
  - 千葉市立土氣南中學（日语：千葉市立土気南中学校）
  - 千葉市立大椎小學（日语：千葉市立大椎小学校）
  - 千葉市立大椎中學（日语：千葉市立大椎中学校）
  - 千葉市立淺海丘小學（日语：千葉市立あすみが丘小学校）
- 淺海丘東
  - 千葉市昭和之森公園（日语：千葉市昭和の森公園）
  - Hoki美術館（日语：ホキ美術館）
- 千葉土氣綠之森工業團地（日语：千葉土気緑の森工業団地）

## 巴士路線
除了特別標明外，所有巴士由千葉中央巴士營運。

### 北出口
| 乘車處 | 途經                                         | 目的地           |
| ------ | -------------------------------------------- | ---------------- |
| 1號    | 昭和之森、小食土                             | 大網站           |
| 1號    | 土氣中學、上大和田                           | 千葉中           |
| 1號    | 大椎町南、金剛地火之見、東國吉、瀨又十字路口 | 譽田站           |
| 1號    | 千葉中三叉路、鳥喰、平川                     | 譽田站           |
| 2號    | 譽田站、鎌取站、千葉縣癌症中心、縣廳前       | 【快速】JR千葉站 |
| 2號    | 大木戶新田、綠熱鬧廣場、譽田站               | 鎌取站           |
| 2號    | 大木戶新田、綠熱鬧廣場                       | 譽田站           |
| 2號    | 創造之杜、大野台中央公園、大野台一丁目九番   | 石油產業活化中心 |
| 2號    | 創造之杜、大野台中央公園、東洋阿德雷前       | 工業團地東       |
| 2號    | 大椎台團地                                   |                  |

### 南口
| 乘車處    | 途經                                 | 目的地               | 備註                                            |
| --------- | ------------------------------------ | -------------------- | ----------------------------------------------- |
| 1號       | 淺海大通中央、淺海大通南             | 淺海丘南（大椎町南） |                                                 |
| 1號       | 【高速巴士】                         | 羽田機場             | 與東京機場交通聯營                              |
| 2號       | 創造之杜、大椎小學                   | 淺海丘南（大椎町南） |                                                 |
| 3番       | 昭和之森西、淺海丘東中央、土氣高校南 | 淺海丘Brand New商場  |                                                 |
| 3番       | 昭和之森                             | 淺海丘Brand New商場  | 只於星期六及假日服務。但是，於12月～3月暫停服務 |
| 高速 巴士 | 【深夜急行巴士】                     | 山田交流道入口       | 平和交通                                        |

## 相鄰車站
東日本旅客鐵道（JR東日本）
■外房線
■通勤快速、■快速（途經京葉線）、■快速（途經總武線）、■普通（各站停車）
譽田－土氣－大網

## 注腳

### 使用狀況
1. ↑  千葉縣統計年鑑 （页面存档备份，存于）（日語） - 千葉縣
2. ↑  千葉市統計書 （页面存档备份，存于） - 千葉市

JR東日本2000年度以後的乘車人次
1. ↑  各駅の乗車人員（2000年度） （页面存档备份，存于）（日語） - JR東日本
2. ↑  各駅の乗車人員（2001年度） （页面存档备份，存于）（日語） - JR東日本
3. ↑  各駅の乗車人員（2002年度） （页面存档备份，存于）（日語） - JR東日本
4. ↑  各駅の乗車人員（2003年度） （页面存档备份，存于）（日語） - JR東日本
5. ↑  各駅の乗車人員（2004年度） （页面存档备份，存于）（日語） - JR東日本
6. ↑  各駅の乗車人員（2005年度） （页面存档备份，存于）（日語） - JR東日本
7. ↑  各駅の乗車人員（2006年度） （页面存档备份，存于）（日語） - JR東日本
8. ↑  各駅の乗車人員（2007年度） （页面存档备份，存于）（日語） - JR東日本
9. ↑  各駅の乗車人員（2008年度） （页面存档备份，存于）（日語） - JR東日本
10. ↑  各駅の乗車人員（2009年度） （页面存档备份，存于）（日語） - JR東日本
11. ↑  各駅の乗車人員（2010年度） （页面存档备份，存于）（日語） - JR東日本
12. ↑  各駅の乗車人員（2011年度） （页面存档备份，存于）（日語） - JR東日本
13. ↑  各駅の乗車人員（2012年度） （页面存档备份，存于）（日語） - JR東日本
14. ↑  各駅の乗車人員（2013年度） （页面存档备份，存于）（日語） - JR東日本
15. ↑  各駅の乗車人員（2014年度） （页面存档备份，存于）（日語） - JR東日本
16. ↑  各駅の乗車人員（2015年度） （页面存档备份，存于）（日語） - JR東日本
17. ↑  各駅の乗車人員（2016年度） （页面存档备份，存于）（日語） - JR東日本
18. ↑  各駅の乗車人員（2017年度） （页面存档备份，存于）（日語） - JR東日本
19. ↑  各駅の乗車人員（2018年度） （页面存档备份，存于）（日語） - JR東日本
20. ↑  各駅の乗車人員（2019年度） （页面存档备份，存于）（日語） - JR東日本

千葉縣統計年鑑
1. ↑  千葉縣統計年鑑（平成3年） （页面存档备份，存于）（日語）
2. ↑  千葉縣統計年鑑（平成4年） （页面存档备份，存于）（日語）
3. ↑  千葉縣統計年鑑（平成5年） （页面存档备份，存于）（日語）
4. ↑  千葉縣統計年鑑（平成6年） （页面存档备份，存于）（日語）
5. ↑  千葉縣統計年鑑（平成7年） （页面存档备份，存于）（日語）
6. ↑  千葉縣統計年鑑（平成8年） （页面存档备份，存于）（日語）
7. ↑  千葉縣統計年鑑（平成9年） （页面存档备份，存于）（日語）
8. ↑  千葉縣統計年鑑（平成10年） （页面存档备份，存于）（日語）
9. ↑  千葉縣統計年鑑（平成11年） （页面存档备份，存于）（日語）
10. ↑  千葉縣統計年鑑（平成12年） （页面存档备份，存于）（日語）
11. ↑  千葉縣統計年鑑（平成13年） （页面存档备份，存于）（日語）
12. ↑  千葉縣統計年鑑（平成14年） （页面存档备份，存于）（日語）
13. ↑  千葉縣統計年鑑（平成15年） （页面存档备份，存于）（日語）
14. ↑  千葉縣統計年鑑（平成16年） （页面存档备份，存于）（日語）
15. ↑  千葉縣統計年鑑（平成17年） （页面存档备份，存于）（日語）
16. ↑  千葉縣統計年鑑（平成18年） （页面存档备份，存于）（日語）
17. ↑  千葉縣統計年鑑（平成19年） （页面存档备份，存于）（日語）
18. ↑  千葉縣統計年鑑（平成20年） （页面存档备份，存于）（日語）
19. ↑  千葉縣統計年鑑（平成21年） （页面存档备份，存于）（日語）
20. ↑  千葉縣統計年鑑（平成22年） （页面存档备份，存于）（日語）
21. ↑  千葉縣統計年鑑（平成23年） （页面存档备份，存于）（日語）
22. ↑  千葉縣統計年鑑（平成24年） （页面存档备份，存于）（日語）
23. ↑  千葉縣統計年鑑（平成25年） （页面存档备份，存于）（日語）
24. ↑  千葉縣統計年鑑（平成26年） （页面存档备份，存于）（日語）
25. ↑  千葉縣統計年鑑（平成27年） （页面存档备份，存于）（日語）
26. ↑  千葉縣統計年鑑（平成28年） （页面存档备份，存于）（日語）
27. ↑  千葉縣統計年鑑（平成29年） （页面存档备份，存于）（日語）
28. ↑  千葉縣統計年鑑（平成30年） （页面存档备份，存于）（日語）
29. ↑  千葉縣統計年鑑（令和元年） （页面存档备份，存于）（日語）

## 外部連結
- 車站資訊（土氣）：東日本旅客鐵道（日語）